# 포이즌 로즈
《포이즌 로즈》(영어: The Poison Rose)는 미국에서 제작된 조지 갤로, 프란체스코 친퀘마니 감독의 2019년 스릴러 영화이다. 존 트러볼타, 모건 프리먼 등이 출연하였다.

## 출연
- 존 트러볼타
- 모건 프리먼
- 브렌던 프레이저
- 팜커 얀선
- 로버트 패트릭
- 페테르 스토르마레
- 캣 그레이엄